# San Juan de Rontoy (distrito)

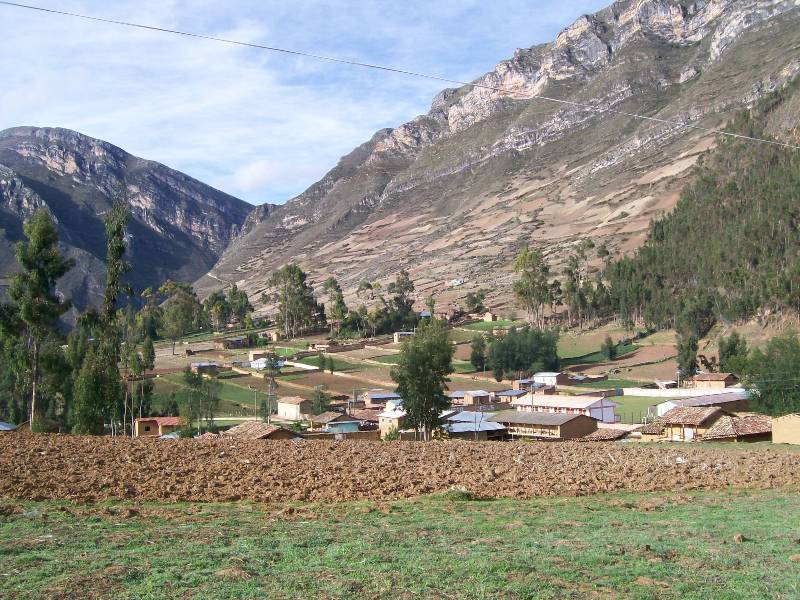
Fotografia do Distrito de San Juan de Rontoy em 2009.

San Juan de Rontoy é um distrito peruano localizado na Província de Antonio Raymondi, departamento Ancash. Sua capital é a cidade de San Juan de Rontoy.

## Transporte
O distrito de San Juan de Rontoy é servido pela seguinte rodovia:
- AN-108, que liga a cidade de Masin ao distrito de Mirgas [2][3][4]